# عملية تعادل الصليب
عملية تعادل الصليب هي عبارة عن سلسلة من 48 تجربة نووية أجرتها الولايات المتحدة بين عامي 1967-1968 في موقع اختبار نيفادا. سبقت هذه الاختبارات سلسلة عملية مفتاح المزلاج وتلتها سلسلة عملية خط القوس.